# Max Triebsch
Max Triebsch (22 de julho de 1885, data de morte desconhecida) foi um ciclista alemão. Competiu representando a Alemanha em três provas de ciclismo nos Jogos Olímpicos de Londres 1908.